# Laurent d'Arvieux
Laurent, cavaliere d'Arvieux (Marsiglia, 2 giugno 1635 – Marsiglia, 30 ottobre 1702) è stato un viaggiatore francese.

## Biografia
Nel 1653 partì al seguito di un parente nominato console a Saïda (Sidone) viaggiando poi per dodici anni in Oriente. Qui imparó l'arabo, il persiano, il turco, l'ebraico e il siriano, nonché la storia e la cultura dei diversi popoli del Levante. Inviato speciale a Costantinopoli nel 1672, prese parte alla stesura di un importante trattato diplomatico tra la Francia e Mehmed IV. Fu in seguito a Tunisi nel 1688, dove liberò 380 schiavi francesi. Al suo rientro in Francia fu nominato Cavaliere di San Lazzaro e gli fu concessa una pensione. Fu in seguito nominato console ad Algeri e quindi ad Aleppo.

## Le memorie
Conosciamo la sua vita principalmente attraverso le Memorie che lui stesso scrisse e che furono edite e pubblicate da Jean-Baptiste Labat, reverendo padre dell'Ordine dei frati predicatori nel 1735.

## Opere
- Memorie del cavaliere d'Arvieux (Mémoires du chevalier d'Arvieux), 1735
- Relazione di un viaggio verso il Grande Emiro, sovrano degli Arabi del deserto (Relation d'un voyage vers le grand émyr, chef des Arabes du désert), 1717
- Trattato delle usanze e costumi degli Arabi (Traité des mœurs et coutumes des Arabes), 1717